# Tokyo Big Sight
Tokyo Big Sight (東京ビッグサイト, Tōkyō Biggu Saito), aussi connu officiellement sous le nom de Tokyo International Exhibition Center (東京国際展示場, Tōkyō kokusai tenjijō), est un palais des congrès japonais ouvert en avril 1996. Situé à Odaiba, baie de Tokyo, le centre est l'une des plus grandes salles de congrès de la ville, et sa représentation la plus emblématique en est sa Tour de conférence.

## Construction
Il est constitué de cinq bâtiments.

## Vue générale
Situé dans le quartier Ariake de l'arrondissement de  Kōtō à Tokyo, la caractéristique la plus évidente de Big Sight est l'architecture unique de sa tour de conférence à huit étages  de 58 m de haut. Le site utilise une structure d'acier avec une construction en béton armé bénéficiant d'une superficie totale de 230 873 m2, plus grande de moitié que la surface au sol de Makuhari Messe, et dont 35 % est à l'intérieur. Le centre des congrès est divisé en trois zones principales, chacune avec ses propres installations auxiliaires tels que les restaurants : le hall d'exposition est, le hall d'exposition ouest et la tour de conférence.

### Tour de conférences

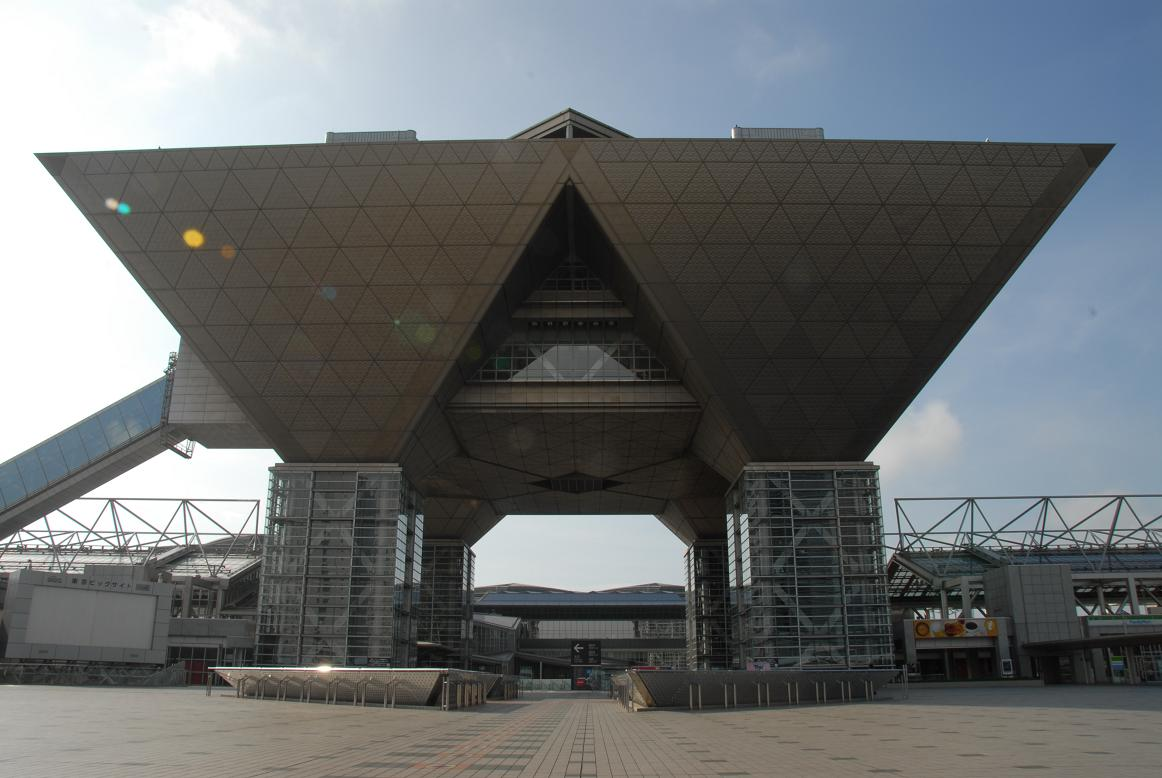
Vue du sol

### Hall d'exposition Est

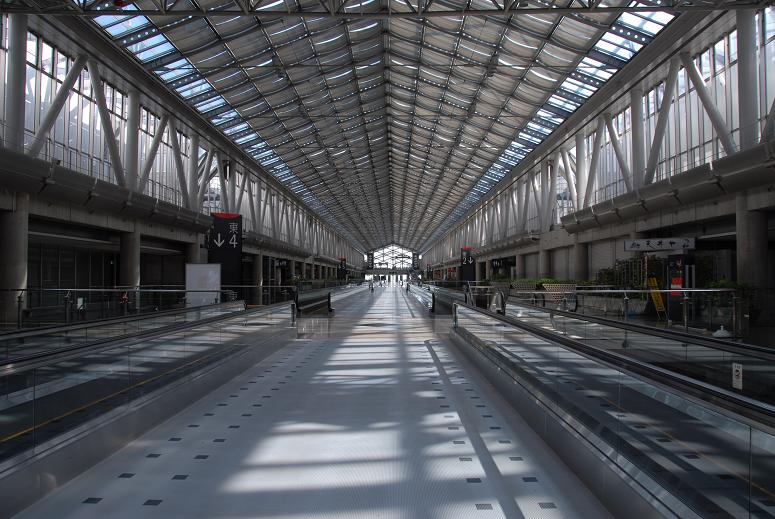
La galerie centrale

### Hall d'exposition Ouest

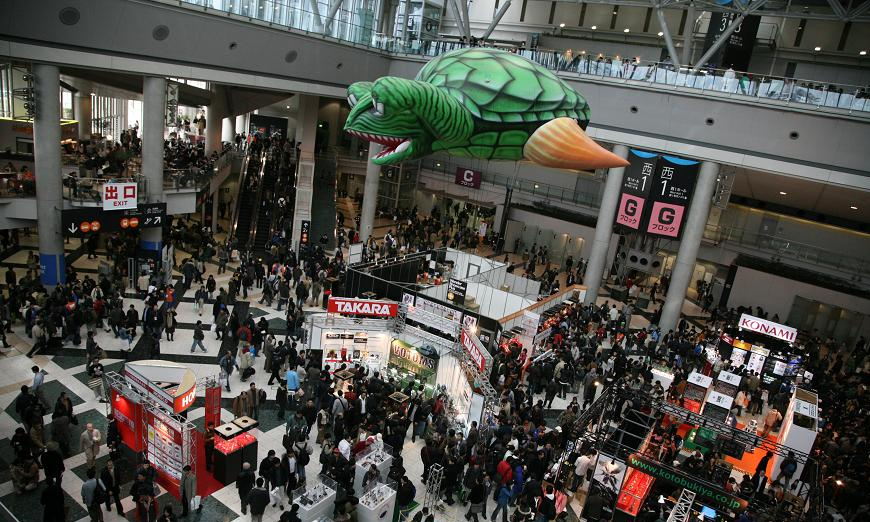
L'Atrium un jour de grande activité